# Theodore Roosevelts nationalpark
Theodore Roosevelts nationalpark ligger i Billings County och McKenzie County i delstaten North Dakota i USA. Nationalparken är uppdelad på två enskilda områden: den norra och den södra delen. De flesta sevärdheter i parken går att nå med bil. 
Parken, som är 285 km² stor, har fått sitt namn efter Theodore Roosevelt, USA:s 26:e president. Han ägde och bodde i Maltese Cross Ranch. 